# Huntik: Łowcy tajemnic
Huntik: Łowcy tajemnic (ang. Huntik: Secrets & Seekers, 2009) – włosko-amerykański serial animowany wyprodukowany przez Rainbow.
Serial był emitowany w Polsce na kanale ZigZap od 2 listopada 2009 roku. Emisja drugiej serii rozpoczęła się 1 października 2011 roku na kanale TeleTOON+.

## Opis fabuły
Huntik: Łowcy tajemnic opowiada historię czworga młodych poszukiwaczy skarbów podróżujących po Europie.
W skład tajemniczej grupy wchodzą Lok Lambert, Dante Vale, Sophie Casterwill i Zhalia Moon. Lok pewnego dnia dowiaduje się o istnieniu sekretnego świata (świata łowców), który jest tuż obok ludzi. Dowiaduje się, że jego ojciec, którego dziennik i amulet znajduje, należał do Fundacji Huntik – tajemnego stowarzyszenia, które skupia łowców z całego świata, oraz że właśnie w czasie pracy dla fundacji zaginął 10 lat temu. Lok dołącza do Fundacji, ale teraz na karku wisi mu drugie ugrupowanie – Organizacja, która chce przejąć kontrolę nad światem przy pomocy magicznych stworzeń – "tytanów", którymi władają łowcy. Teraz musi stawić im czoła. W swojej niesamowitej przygodzie poznaje nowych przyjaciół: najpierw piękną Sophie Casterwill, ostatnia członkinię rodu Casterwill, najstarszego rodu łowców. Potem trafia na Dantego Vale'a, detektywa i czołowego łowcę fundacji, który staje się jego nauczycielem i mentorem aż w końcu poznaje tajemniczą Zhalię Moon, szpiega organizacji która po pewnym czasie na stałe przyłącza się do fundacji. Razem przemierzają cały świat od Grecji przez Czechy, Francję, Turcję, Islandię po Egipt szukając starożytnych tytanów i powstrzymując Organizację przed wypełnieniem swoich planów. Lok liczy, że przy okazji poszukiwań uda mu się odnaleźć swojego ojca.

## Grupy
- Fundacja Huntik – skupia łowców z całego świata, data powstania jest nieznana, jej zadania to głównie powstrzymywanie Organizacji przed zdobywaniem nowych tytanów i mitycznych artefaktów; nie ma stałej siedziby, posiada wiele tajnych kryjówek które siedzibami jednak nie są, np. Katedra Notre Dame w Paryżu; jej rada zbiera się w Nowym Jorku.
- Organizacja – tajne stowarzyszenie założone w 1959 roku przez Simona (Profesora); ma trzy stałe siedziby, główna z nich i miejsce pobytu Profesora znajduje się w Pradze. Jej zadanie to głównie przejęcie kontroli nad światem co już prawie im się udaje (mają swoich ludzi w rządzie każdego kraju).
- Spirala Krwi – niewiele o niej wiadomo, poznajemy ją w 24. odcinku, w którym członkowie tego stowarzyszenia walczą z głównymi bohaterami. W jego skład wchodzą: Rassimov, Shouna i Wiatr, który jest niemy. Nienawidzą oni rodu Casterwillów. Powodem tej nienawiści jest najwyraźniej to, że są oni ostatnimi potomkami Grabieżców, którzy zostali pokonani przez pierwotnego Casterwilla i trzech legendarnych tytanów. "Spirala Krwi" najprawdopodobniej szuka więc zemsty.

## Bohaterowie

### Ludzie
- Lok Lambert – Główny bohater całej serii, poznajemy go jako pierwszego. Pochodzi z Irlandii, gdzie znajduje się jego rodzinny dom, lecz mieszka i uczy się w Wenecji. Gdy Sophie tłucze wazon w jego pokoju w internacie, Lok znajduje w nim dziennik swojego ojca, co ożywia nadzieje chłopca na znalezienie go. Zdobywa także wtedy swój pierwszy amulet – Kipperina, lecz nie wie, czym on jest ani jak go użyć. Kiedy poznaje Dantego, decyduje się na zostanie Łowcą, choć z początku wcale tego nie chce. Zakochany w Sophie od samego początku (poznali się już przed 1. odcinkiem, gdyż chodzili razem do klasy). Bardzo ceni sobie również swojego mentora, Dantego. Jest niezwykle zdeterminowany, aby znaleźć swojego ojca, za którym od lat tęskni. Ma blond włosy i niebieskie oczy, tak jak jego rodzice. Jest trochę niezdarny i leniwy, nie lubi nauki w szkole, gdyż jest ona dla niego nudna. Nie można jednak odmówić mu bystrości - świetnie rozwiązuje zagadki i różne układanki, ma wrodzony talent po ojcu, który uczył go już w dzieciństwie.
- Dante Vale – Przywódca drużyny, genialny Łowca i mistrz Loka. Z zawodu jest detektywem, lecz w ostatnim czasie zajmuje się jedynie sprawami Fundacji. Niewiele o nim wiadomo, ponieważ niechętnie o sobie mówi. Mieszka w Wenecji. Jako dziecko dostał się pod opiekę Metza, z którym często przebywał w Turcji. Dorastając, Dante poznaje wielu przyjaciół i staje się bardzo samodzielny, lecz nigdy nie zapomina o swoim dawnym mistrzu. Po pewnym czasie ujawnia się choroba Metza i uczeń zaprzysięga się mu pomóc za wszelką cenę. Później poznaje on Loka Lamberta. Dante jest bardzo odpowiedzialny za nowo powstałą drużynę. Zakochuje się w Zhalii i jest wstrząśnięty, gdy okazuje się, że jest ona szpiegiem Organizacji. W końcu jednak jej wybacza i w odcinku 19. przedstawia swojemu mentorowi, wraz z całą drużyną. Dante jest wysokim mężczyzną o brązowych włosach i oczach. Ubiera zazwyczaj beżowe spodnie i czarny sweter, a na wierzch dodatkowo swój ulubiony płaszcz, który staje się jego znakiem rozpoznawczym. Ma bardzo ciekawy, jak również złożony charakter; jest niezwykle lojalny, honorowy, odważny, brawurowy i skryty. Uwielbia ryzyko i popisowe akcje. Jest  najlepszym Łowcą w Fundacji, co wielokrotnie udowadnia. Pod koniec 2 serii oddaje życie by zniszczyć czerwoną kometę lecącą w stronę Ziemi, jednak ożywa (odradza się z popiołów niczym Feniks).
- Zhalia Moon – Jedna z lepszych łowczyń Fundacji. Jest sierotą. Początkowo wychowuje się w sierocińcu, lecz później ląduje na ulicy. Znajduje ją tam Klaus, który przygarnia ją i wychowuje jak córkę. Kiedy Zhalia trafia jako szpieg do drużyny, jest zaskoczona życzliwością, jaką darzą ją jej członkowie, a zwłaszcza Dante. Gdy dostaje polecenie wyeliminowania przyjaciół, jej uczucia nie pozwalają jej na to. Ostatecznie zwraca się przeciwko swojemu przybranemu ojcu i odchodzi od drużyny. Wraca jednak w odcinku 19 aby pomóc Dantemu. Po zakończonej misji otrzymuje wybaczenie i zostaje oficjalnie włączona do Fundacji. Zhalia ma czarne włosy z niebieskim cieniem, brązowe oczy i jasną karnację. Nosi zazwyczaj koszulkę, krótką bluzkę, proste spodnie i kozaki. Jest bardzo specyficzną osobą. Z początku arogancka i zgryźliwa, później wykorzystuje swój charakter, aby wprowadzić dobry humor do drużyny. Jest wierna i lojalna, lecz również skryta. Nie mówi o sobie nieznajomym. Lubi działać jako szpieg.
- Sophie Casterwill – jest jednym z niewielu ostatnich żyjących potomków rodu Casterwillów. Mieszka w swojej kamienicy w Wenecji. Gdy była małym dzieckiem, jej dom został spalony. W pożarze giną jej rodzice, lecz ona i jej brat zostają uratowani, o czym nawzajem nie wiedzą. Wychowana przez swoich służących, Sophie jest cały czas ukrytym Łowcą. Kiedy zaczyna uczęszczać do publicznej szkoły, gdzie odgrywa rolę prymuski, poznaje Loka Lamberta i razem dołączają do fundacji Huntik. Dziewczyna z początku podrywa Dantego, jednak ostatecznie zakochuje się w Loku, którego wcześniej nie zauważała. Po pokonaniu Organizacji odnajduje wielu członków swojej rodziny, o których wcześniej nie wiedziała, w tym swojego brata – Lucasa. Sophie jest piękną dziewczyną, ma rudawe włosy i zielone oczy. Nosi markowe, butikowe ubranie, zwykle krótką spódniczkę, podkolanówki w paski i trampki. Jest z początku rozpieszczona, zadufana w sobie i zazdrosna, lecz w trakcie serii zmienia się. Jest przywiązana do swojej tradycji.
- Den Fears – Nowy członek Fundacji Huntik. Kiedy wychowankowie domu dziecka zostają zwerbowani przez Spiralę, on ucieka, gdyż nie zgadza się z filozofią Tantrasa. Jego brat jednak sprzeciwia się mu i zostaje. Od tej pory Den jest zdeterminowany, aby odzyskać Harrisona. Dołącza do Drużyny i zaprzyjaźnia się z Lokiem. Den ma brązowe włosy i oczy. Jest niski. Nosi ciemne spodnie i fioletową koszulkę.
- Lucas Casterwill – Brat Sophie. Dowiaduje się, że jego siostra żyje, gdy zaczyna ona chodzić do publicznej szkoły. Nie nawiązuje z nią kontaktu przed odcinkiem 31 w trosce o jej bezpieczeństwo. Jest arogancki i czasem zadufany w sobie. Ma własną drużynę.
- Eathon Lambert – Zaginiony ojciec Loka. W 27. odcinku bohaterowie porozumiewają się z nim. Przebywa w świecie tytanów. Obłudnik (jak się okazuje w 50 odcinku) w większości podszywał się pod niego przez holotom, żeby zmylić drużynę.
- Metz – mentor Dantego Vale, prezes Fundacji Huntik. Prawie zginął przez klątwę Behemota.
- Guggenheim – informuje grupę Dantego o ich wyprawach. Niewiele o nim wiadomo.
- LeBlanche – lokaj Sophie, również Łowca.
- Santiago – ochroniarz  Sophie, nie ufał Dantemu. Uratował Sophie z jej płonącego domu.
- Teien Casterwill – jest łącznikiem między Fundacją Huntik a Casterwillami.
- Lord Casterwill – starożytna pierwsza głowa rodu Casterwillów. To on sprowadził Tytanów ze świata Huntik na Ziemie. Jego duch pojawia się w niektórych odcinkach. Tytani darzą go wielkim szacunkiem, pokazując to poprzez ukłon, niezależnie od tego, po jakiej są stronie. To on z pomocą Ostrza Woli pasował Loka na rycerza Sophie, jest też starym przyjacielem Cherita.
- Scarlett Byrne – przyjaciółka i opiekunka Loka z dzieciństwa (był w niej zakochany), teraz członkini Fundacji. Kocha się w Dantem.
- Peter – niewiele o nim wiadomo. Jest nowy w Fundacji Huntik, pracuje we francuskim oddziale.
- Montehue – również Łowca, rywal, a zarazem przyjaciel Dantego. Razem z drużyną udało mu się zdobyć Tytana Fenrisa.  W odcinku 23 połączyli siły w walce o Legendarnego Tytana Tao. Również później spotykają się, aby zdobyć tytana – Feniksa.
- Tersly – Pomocnik Montehue, łowca. Jest fajtłapą i molem książkowym, choć nie sprawdza się w walce, jego wiedza jest przydatna.
- Królowa Hipolita – młoda władczyni Amazonek, najprawdopodobniej jest córką Metza, bo był ukochanym jej matki.
- Sandra Lambert – mama Loka, emerytowana Łowczyni. Jest bardzo opiekuńcza i broni swych dzieci za wszelką cenę.
- Cathy Lambert – siostra Loka, nie wie nic o świecie Tytanów.
- Grier – były generał Organizacji. Prawowity władca Sutos. W odcinku 12 zawiera pokój z Dantem, później pomaga mu w walce z Organizacją na zamku Profesora w Pradze.
- Ado – przewodnik, którego zna Zhalia, pochodzi z Etiopii. Miał zawieźć drużynę Dantego, ale przeszkodziła im burza piaskowa i Organizacja, później Profesor zahipnotyzował go.
- Profesor – naprawdę nazywa się Simon Judeau. Twórca Organizacji. W przeszłości należał do drużyny Metza wraz z Eathonem, później zawładnęła nim żądza zdobycia Legendarnych Tytanów, aby pozbyć się klątwy, i chęć zawładnięcia nad światem. W 26. odcinku przegrywa z drużyną Dantego i zostaje pochłonięty do świata Tytanów.
- Rassimov – najlepszy agent Organizacji. Mówi z rosyjskim akcentem. Później okazuje się być mrocznym przywódcą Spirali Krwi. Nazywa siebie pół Łowcą, pół koszmarem. Zginął w 51. odcinku, gdy próbował zniszczyć Czerwoną Kometę.
- Shauna – siostra Rassimova, bezwzględna i okrutna, wykonuje rozkazy brata.
- Wiatr – niemy towarzysz Shauny.
- Harrison Phils – brat Dena, należał do Spirali Krwi. W odcinku 51 odłącza się od Spirali, aby uratować swoją przyjaciółkę Zhalię i jednocześnie godzi się ze swoim bratem, Denem.
- Klaus – Przybrany ojciec Zhalii. Po przejściu Zhalii na stronę Fundacji, zostaje zmieniony w kamień przez Króla Bazyliszka. W odcinku 32. Zhalia odczarowuje go dla informacji o tytanie ukrytym w jego dawnej kryjówce. Zostaje umieszczony w więzieniu Fundacji.
- DeFoe – jeden z agentów Organizacji, pewny siebie i zadufany. Został zabity przez Griera.
- Eathon – pies Professora. Nadał imię psu takie, jakie nosił jego dawny przyjaciel, Eathon Lambert.
- Azaram – podwładny Klausa z Egiptu.
- Garnitury – podwładni Professora, później również Wildera.
- Mistrz Tantras – jeden z podwładnych Rassimova. To on zwerbował dzieci z holenderskiego domu dziecka do Spirali Krwi, a zarazem stał się ich mentorem. Prawdopodobnie ginie w odcinku 48. po oddaniu swoich wszystkich Tytanów Harrisonowi.
- Kiel – najsilniejszy i najlepiej wyszkolony z uczniów Tantrasa. Jest piromanem, a zarazem największym zabójcą członków rodziny Casterwillów w Spirali Krwi. To on zabił rodziców Sophie oraz podpalił jej rodzinny dom.
- Obłudnik – jeden z najstarszych ludzi na ziemi, stary przyjaciel Wielkiego Lorda Casterwilla. Zdradził go, i próbował przywołać Anulatorów na Ziemię w czasach starożytnych, co skończyło się jego niepowodzeniem. Został pokonany przez synów i córki Lorda Casterwilla. Powrócił po tysiącach lat czekania. Jest praktycznie nieśmiertelny, po każdym pokonaniu go przez bohaterów odradzał się. Zginął w odcinku 52. poprzez przebicie jego tatuażu znajdującego się na jego plecach (znaku Spirali Krwi) Ostrzem Woli.

### Tytani

#### Drako-Tytani
Drako-Tytani są skutecznymi wojownikami, pojawiającymi się często w europejskich legendach. Ich wierność i honorowość inspirowały ludzi, aby czynili podobnie - w rezultacie tego wykształcił się kodeks rycerski. 
- Sabriela (Sabriel) – ulubiony Tytan Sophie, a zarazem jej najbliższa przyjaciółka. Sabriela jest zwinna i wyjątkowo odporna na ciosy, zawsze za wszelką cenę próbuje ratować swoją panią. W odcinku 26 Profesor niszczy jej amulet, lecz później powraca jako Wszechpotężny Tytan. Sophie nigdy jednak nie odzyskała amuletu, więc do wezwania wyciąga rękę z widniejącą ikoną.
- Czarodziela (Sorcerell) – Tytan Sophie, którego zdobyła w Grocie Casterwillów. Czarodziela jest bliźniaczym Tytanem Sabrieli.
- Nieumarły  (Antedeluvian) – Tytan przypominający wampira. Ma bladą cerę, ogromne skrzydła nietoperza oraz miecz zrobiony z kości. Niegdyś należał do Vlada "Palownika" Draculi, strzegąc jego zamku i sekretów. Obecnie związany jest z Harrisonem, bratem Dena, jako Wszechpotężny Nieumarły.
- Albion – Pogromca Smoków (Albion The Dragonslayer) – Sophie dostała go od LeBlanche, nie ulega kontroli umysłu Araknosa, gdyż jest niezłomnie lojalny.
- Przeklęty Łucznik (Cursed Archer) – tytan Dena, dostał go od Fundacji.
- Wolny Strzelec (Freelancer) – bardzo rozpowszechniony tytan, po jednym egzemplarzu mają Dante, Lok i Den.
- Kilthane – Tytan Zhalii, mroczny rycerz.
- Arlekin (Harlekin) – jeden z Tytanów Spirali Krwi. Przypomina szalonego błazna, który zawsze, gdy atakuje, paranoicznie się śmieje.

#### Gaia-Tytani
Gaia-Tytani, jak sama nazwa wskazuje, są Tytanami mocno związanymi z naturą. 
- Fejona (Feyone) – Tytan Sophie. Jej wyposażenie ogranicza się jedynie do lekkiego hełmu i ciężkiego miecza, jest więc bardzo nieodporna na ciosy przeciwnika, rekompensuje to jednak ogromną zwinnością.
- Lindorm – Tytan-smok, może atakować przyjmując kształt okrągłej piły. Bardzo ciężki do ujarzmienia. Wchłonięty przez Legiona.
- Enfluksja (Enfluxion) – tytan Sophie, dostała go od Teien.
- Gybolg – tytan Scarlet. Dziewczyna zdobywa go w irlandzkim grobowcu, wygląda jak drzewo uzbrojone w miecz.
- Chroniciel  (Bulregard) – Tytan Guggenheima. Przypomina dużego buldoga, ze świecącymi oczami i obrożą z kolcami. Jedną z jego zdolności jest soniczne szczekanie, które może odpędzać przeciwników.
- Kipperin – Tytan Loka (jego pierwszy), znalazł go razem z dziennikiem swego ojca. Potrafi przyczepić się do Łowcy i razem z nim lecieć. Po związaniu z Lokiem tworzy coś w rodzaju skrzydlatej zbroi dookoła Łowcy.
- Ariel – Tytan Metza, przypomina leśnego wojownika, w ostatnim odcinku użył go Dante.
- Wilczur (Jirwolf) – "gwieździsty" tytan ojca Loka, korzystający z szóstego zmysłu.
- Lunar – Tytan mamy Loka, przypomina niebieską energię.
- Solar – Tytan mamy Loka, tak samo jak Lunar jest czystą energią, tyle że żółtą.
- Zatapiacz (Kilpahe) – Tytan Sophie, wygląda jak koń, ale zamiast grzywy i ogona ma wodę.
- Legendarny Tytan (Nieśmiertelności) Przedwieczny (Overlos) – należał kiedyś do Casterwilla. Najlepszy tytan 1. serii; jest olbrzymi, ma sześcioro oczu i wielki miecz oraz wielką tarczę podobną do jego amuletu.  Wessany razem z innymi legendarnymi tytanami do krainy nieśmiertelności.

#### Hekto-Tytani
Hekto-Tytani swoim wyglądem nawiązują do dawnych wierzeń Egipcjan. Wiele z nich przypomina mumie lub spotykane w starożytnym Egipcie zwierzęta. 
- Ammit Pożeracz (Ammit Heart-Eater) – jeden z tytanów Organizacji, jest to ogromny aligator w zbroi.
- Pył (Ash) – Tytan Shauny. Umie wywołać burzę piaskową.
- Ciernisty (Thornment) – jeden z Tytanów Organizacji, używany przez Rassimova.
- Kopesh – tytan Rassimova, na głowie ma miecz.
- Pomiot Cienia (Nightlurker) – jeden z Tytanów Klausa. Potrafi być niewidzialny. Mają go także niektóre Garnitury.
- Czarny Faraon (Dark Pharaoh) – Tytan przypominający mumię.
- Jerycho (Jericho) – przypomina kościotrupa bez nóg. Tytan Tantrasa, a później Harrisona.
- Królowa Lilith (Lilith The Queen) – najpotężniejszy Tytan Shauny. Z dłoni wyrastają jej szpikulce.
- Skarabeusz (Scarabese) – Tytan Rassimova, z pięciu Skarabeuszy tworzy się Anubiana.
- Anubian – Tytan Rassimova złożony z pięciu skarabeuszy, jeden z tajemnych Tytanów Spirali Krwi.
- Złoty Skarabeusz (Gold Scarabese) – Tytan potrzebny do stworzenia Anubiana, staje się jego twarzą.

#### Krono-Tytani
Wygląd Krono-Tytanów opiera się na mitologii greckiej. Bywają niezłymi wojownikami, biorąc pod uwagę ilość wojen, jakie starożytni Grecy stoczyli między sobą. 
- Skrzydlak (Solwing) – Tytan Dantego, pierwszy, którego sam odnalazł i oswoił, ma go też królowa Hipolita. Wchłonięty przez Legiona w 47. odc.
- Medea – Tytan potrafiący tworzyć iluzje. Gdy ujrzy człowieka, przybiera postać pięknej kobiety.
- Meduza (Medusa) – nowy Tytan Loka, chociaż przy jej zdobyciu toczyła się zaciekła walka między Fundacją, Organizacją i Spiralą. Jej specjalnością jest petryfikacja, tak jak Króla Bazyliszka.
- Ikar (Icarus) – latający Tytan Sophie, wygląda prawie jak człowiek, ale zamiast rąk ma skrzydła.
- Leśna Królowa Diana (Forest Queen Diana) – Tytan małej królowej Hipolity, władcy wioski amazonek w Turcji. Przypomina kobietę-centaura, doskonale strzela z łuku.
- Basilard (Baselaird) – tytan ojca Loka. Lok znajduje go podczas szukanie wejścia do Atlantydy. Razem z Dendrasem może zapanować nad każdym tytanem, nawet Legendarnym.
- Caliban Morski Wojownik (Caliban Ocean Warrior) – kopia Calibana należącego do Dantego, skopiowanego podczas zdawania przez drużynę testu przed wejściem do pałacu Casterwillów.
- Hoplita (Hoplite) – zdobyty przez Zhalię na misji przeszukania statka "Argo". Znalazła ich cztery i rozdała grupie. Razem są bardzo silni.
- Megataur – królewski Tytan wyspy Sutos.
- Tolivane – Tytan Montehue, otrzymał od Dantego podczas jednej wyprawy, przypomina małą świnkę, głównie służy jako tarcza.
- Legendarny Tytan Ciała - Behemot – odnaleziony w Puszczy Amazońskiej, wessany z innymi Legendarnymi Tytanami do krainy nieśmiertelności. Wyglądem przypomina hipopotama, który dźwiga na plecach kulę ziemską. Należy do Dantego. Należał kiedyś do Casterwilla.

#### Litho-Tytani
Są zazwyczaj bardzo wytrzymali, ponieważ ciała większości Tytanów zbudowane są ze skały lub lodu. Często swym wyglądem przypominają stworzenia z mitologii nordyckiej - przykładem jest Fenris. 
- Gareon – ulubiony Tytan Zhalii, jaszczurka, która umie stać się niewidzialna i porażać przeciwników promieniami energii z oczu.
- Król Bazyliszek (King Basilisk) – Tytan Zhalii, oswojony z jej wielkim trudem. Swoim wzrokiem może zamieniać Tytanów i ludzi w kamień.
- Mroziciel (Nordrake) – Tytan Profesora. Jest to smok ziejący lodem.
- Jokoul – Tytan Organizacji.
- Koralowy Golem (Coralgolem) – kopia Metagolema należącego do Dantego, skopiowanego podczas zdawania przez drużynę testu przed wejściem do pałacu Casterwillów. Jednego z Koralowych Golemów posiada także Nimue Casterwill.
- Cerberus – trójgłowy tytan. Przypomina mitologicznego Cerbera. Jego głowy płoną. Tytan Spirali Krwi.
- Brahe – tytan Klausa (przypomina Metagolema).
- Fenris – Tytan Montehue, dostał od Dantego, kiedy grupa Dantego pokonała Fenrisa, krępując go niezniszczalną liną, został pokonany i stał się amuletem, był także Tytanem Thora. Przypomina on wielkiego wilka.
- Gar-Ghoul – tytan zdobyty przez DeFoe, w 26. odcinku użyła go Zhalia.
- Demoniczny Król (Ifrit King) – Tytan Kiela, wygląda jak palący się diabeł.
- Metagolem – Tytan Dantego, zdobyty w Pradze. Jak jego nazwa wskazuje, jest golemem z metalu i kamienia.
- Lodowy Potwór (Ice Creature) – poznajemy go w odcinku, gdy bohaterowie szukają Mjolnira. Jest ich wielu, jednak łatwo się ich pokonuje.
- Ymir – lodowy olbrzym, potrafi tworzyć sobie sojuszników.

#### Mezo-Tytan
Są potężni i przez to trudni do kontroli, bywają bardzo agresywni. Właścicielem Mezo-Tytana może zostać tylko osoba o odważnej, silnej osobowości - jakiekolwiek zaniedbanie, zwłaszcza w początkowym etapie więzi, pociąga bardzo nieprzyjemne konsekwencje.
- Caliban – ulubiony tytan Dantego Vale'a, wymagający niesamowicie silnej woli. Drugi jego tytan, którego opanowanie zajęło mu rok.
- Skoczek (Springer) – Tytan Loka zdobyty we Francji, kiedy szukali pierścienia Joanny D'Arc. Wygląda jak szara wiewiórka czy też lis.
- Arcystrażnik (Archwarder) – Tytan Dantego, otrzymany od Rassimova w ostatnim odcinku 1. serii, później przez niego zniszczony.
- Grzywacz (Breaker) – Tytan-niedźwiedź, który ma 6 łap. Posiada go Grier.
- Janusea Strażniczka Wrót (Janusea The Gatekeeper/Gate Guardian Janusea) – manipuluje portalem wymiarowym. Tytan Zhalii.
- Dendras – Tytan ojca Loka, posługujący się marionetkami smoków, w 26 odcinku odnaleziony przez Loka. Potrafi przyjąć kontrolę nad dowolnym Tytanem, wymaga to jednak sporo wysiłku.
- Wartownik (Sentinel) – Tytan LeBlanche. Ma tylko ogromną głowę.
- Legendarny Tytan Wymiarów Umbra Cienisty Jaguar – Legendarny Tytan zdobyty przez Dantego. Przypomina dużego czarnego jaguara w złotej zbroi. Posiada moc teleportacji między wymiarami oraz na duże odległości. Jednak zbyt częste używanie tej mocy może go wyczerpać na długo.
- Tropiciel Kaioh (Kaioh The Tracker) – znajdzie wszystko, czego poszukuje jego łowca. Tytan Dena.

#### Swara-Tytani
Swara Tytanów używają zwykle złoczyńcy, stąd też większość należy do członków Organizacji lub Spirali Krwi. Przeważnie przybierają wygląd owadów lub pajęczaków. 
- Derwisz (Dervish) – jeden z Tytanów Spirali Krwi.
- Strix – Tytan Zhalii i niektórych Garniturów, trzy latające owady.
- Pogromer (Enforcer) – Tytan Organizacji.
- Dominator – Tytan Profesora, zamiast dłoni ma maczugi z kolcami.
- Kreutalk – ulubiony Tytan DeFoe. Umie pluć kwasem i latać.
- Gigadrone – jeden z tytanów organizacji.
- Rój Buzilli (Buzzilla's Hive) – Tytan Tantrasa i Obłudnika. Należy do tego samego rodzaju co Truteń, ale dodatkowo ma ostre pazury.
- Agent Cienia (Shadow Agent) – Tytan garniturów.
- Kościobicz
- Truteń (Mindrone) – Tytan Organizacji. Umie chodzić po ścianach i strzelać laserem z oka..
- Shakrit - tytan Spirali, ogromny smok bez łap.
- Wenomistrz (Venom Master/Venomaster) – jeden z tytanów organizacji. Wygląda jak humanoidalny wąż – kobra. Posiada miecz, który przypomina końcówkę ogona grzechotnika, może używać go też jak bicza. Pluje też kwasem.
- Legendarny Tytan Umysłu - Araknos – Tytan o wyglądzie pająka, potrafi kontrolować umysły za pomocą swoich nitek. Należał kiedyś do Casterwilla. Odnaleziony jako pierwszy po zapieczętowaniu starożytnych Tytanów przez Simona (Profesora). Wessany z innymi legendarnymi tytanami do krainy nieśmiertelności.

#### Yama-Tytani
Cechuje je inteligencja i duża niezależność, więc kontrola nad nimi często wymaga skupienia oraz wyjątkowo silnej więzi. Znaczna część Yama-Tytanów wywodzi się ze wschodniej Azji. 
- Gremlow – tytan szczur, jest bardzo mały, umie się multiplikować.
- Cherit - gadający Tytan, przyjaciel Drużyny.
- Inkuban (Incubane) – Tytan Organizacji. Wyglądem przypomina gotyckiego diabła.
- Legendarny Tytan Duszy - Tao – należał kiedyś do Casterwilla, a potem do króla Salomona. Zdobył go Lok. Lata on na chmurze. Wessany razem z innymi Legendarnymi Tytanami do krainy nieśmiertelności.
- Wulkana (Vulcana) – Tytan Spirali Krwi. Wygląda jak kobieta oblana lawą.
- Raijin Gromowładny (Raijin The Thunderbolt) – z wyglądu przypomina Shinobiego, walczy mieczem, unosi się na chmurze elektryczności. Tytan Loka.
- Hitokiri – Tytan Harrisona. Wygląda jak wschodni wojownik w diabelskiej masce na twarzy i z samurajskim mieczem w dłoni. Jego specjalnością jest Wilczy Skok.
- Pułapkożerca (Trapfeaster) – Tytan Profesora, pożera pułapki, jakie zostały użyte.
- Poszukiwacz (Red Searcher) – ogólnodostępny Tytan, którego zdolnością specjalną jest szukanie.
- Rycerz (Cavalier) – Tytan Lancelota, posiada dwa ogniste miecze.
- Shinobi – Tytan Santiago.
- Venadek – tytan Tersly'ego, jest średni, ale zamiast rąk ma maczety i dużą głowę nietoperza.
- Boskie Zwierciadło Kagami (Divine Mirror Kagami; kagami w jęz. japońskim oznacza lustro) – Wygląda jak człowiek z dużymi ramionami oraz lustrem w miejsce torsu. Może odbijać ataki przeciwników. Tytan Wildera.
- Diablik (Impet) – Tytan Organizacji, może przeklinać swoich przeciwników i podnosić zdolności bojowe swoich.

#### Pozostali Tytani
- Legendarny Czempion Tytanów Pendragon – Tytan, którego Lok zdobył wraz z Ostrzem Woli. Jego amulet ukryty jest w rękojeści miecza. Z wyglądu przypomina Mroziciela.
- Legendarny Tytan Przeznaczenia Arc – tytan-czarodziejka ukryty w pierścieniu Joanny d'Arc. Musiał zostać zapieczętowany, ponieważ żaden Łowca nie potrafił nad nim zapanować.
- Legendarny Tytan Odwagi Mitras (Mythras) – związanie się z nim oznacza że łowca posiada wielką pewność siebie. Przypomina lwa z niebieskimi płomieniami na końcu ogona oraz na głowie, gdzie przyjmują kształt grzywy. Pomaga przezwyciężyć najgorsze lęki. Tytan Sophie. Później Sophie przekazała ją Vivianne, wnuczce Pani Jeziora Nimue.
- Elficki król Oberon (Elf King Oberon) – posiada miecz, może też używać światła. Tytan Dantego.
- Bezlitosny Ognisty Potwór (Balenpyre) – jednooki ognisty tytan. Tytan Spirali Krwi.
- Legendarny Tytan Odrodzenia Feniks (Phoenix) – należy do Sophie.
- Legendarny Tytan Przywołania Quetzalcoatl – zdobyty przez Loka w 38 odcinku. Przypomina wielkiego latającego węża.
- Legendarny Tytan Obłudy Demigorgan – Tytan należący do Obłudnika, pierwszego mistrza Spirali Krwi. Potrafi zmienić swoją postać na w pełni działający holotom, przez co może przekazywać fałszywe informacje. Demigorgan potrafi też tworzyć kopię Łowców, przez co Tytani zwracają się przeciwko oryginałom.
- Legendarny Tytan Wojny Legion – potrafi wchłonąć tytana wroga i wykorzystać jego moc, należy do Rassimowa. Został zniszczony w 50. odcinku.

## Moce
- Ostry Mróz
- Burza Błysków
- Puls Światła
- Hiperskok
- Pustka
- Ciemna Mgła
- Cierniste Pnącza
- Szybki Ogień
- Kulista Straż
- Stalowa Sfera
- Osłona
- Schronienie
- Przełamanie Czaru
- Przełamanie Klątwy
- Aktywacja
- Otwarcie
- Zamknięcie
- Wybuch Żaru
- Odrodzenie
- Tarcza Gromów
- Błyskawica
- Żar Ognia
- Smocza Pięść
- Odesłanie
- Czarna Dziura
- Ostry Cios
- Widziadło Myśli
- Klucz Mocy
- Wieczna Walka
- Uwiązanie
- Kamienna Dłoń
- Kamienny Wiatr
- Przeniesienie
- Fala Ostrzy
- Proroctwo
- Naiwność
- Omnimoc
- Wzmocnienie
- Niezguba
- Trujący Cios
- Trujący Kieł
- Cięcie Pioruna
- Ciemna Fala
- Czarny Piorun
- Aura Mocy
- Płomienie
- Podwójny Cios
- Koci Skok
- Szybki Cień
- Megaklej
- Przerwanie Więzi
- Transportsfera
- Nowe Życie
- Czysta Energia
- Błysk Burzy
- Kwaśna Mgła
- Ciemny Sen
- Czarny Rój
- Wydłużenie
- Bariera
- Trująca Dłoń
- Jadowy Kieł
- Garda Honoru
- Rój Ognia
- Megałomot
- Bariera Światła
- Pochłaniacz
- Tarczołamacz
- Wycieńczenie
- Megataran
- Ciemna Zapora
- Falisty Wybuch
- Ciało Widma
- Cieniste Ostrze
- Ognisty Język
- Tarcza Prawdy
- Ukrycie
- Kwas Serca
- Przenoszenie
- Kanał Mocy
- Więź Cierpienia
- Słoneczne Okowy
- Światłoostrze
- Jadowita Dłoń
- Wślizgacz
- Zew Miecza
- Klątwa Śmierci
- Nowa Furia
- Tyłowidz
- Zacisk
- Pozawzrok
- Nóż Błyskawicy
- Łowca Złudzeń
- Płonąca Zbroja
- Logodziennik
- Moc Aury
- Burzowa Osłona
- Niewidzialne Sidła
- Cyberwezwanie
- Zaklinacz
- Ciąg Otchłani
- Blokada Wiedzy
- Pochodnia
- Obezwładniacz
- Blokada Umysłu
- Cierniste Berło
- Burza Ognia
- Ciemny Sen
- Klątwa Śmierci

## Wersja polska
Opracowanie i udźwiękowienie wersji polskiej: na zlecenie teleTOON+ (odc. 27–52) – Studio Sonica

Reżyseria: 
- Miriam Aleksandrowicz (odc. 1–26),
- Jerzy Dominik (odc. 27–52)

Dialogi polskie: 
- Olga Świerk (odc. 1–26),
- Jan Aleksandrowicz-Krasko (odc. 27–33, 40-46),
- Piotr Skodowski (odc. 34-39, 47-52)

Dźwięk i montaż: 
- Maciej Brzeziński (odc. 1–26, 40-52),
- Maciej Sapiński (odc. 27–39)

Organizacja produkcji: Agnieszka Kudelska
W rolach głównych:
- Leszek Zduń – Lok Lambert
- Katarzyna Łaska – Sophie Casterwill
- Jan Aleksandrowicz-Krasko – Dante Vale
- Kamila Baar – Zhalia Moon
- Waldemar Barwiński – Cherit
- Jakub Szydłowski – DeFoe
- Aleksander Wysocki – Grier (odc. 1-26)

oraz:
- Krzysztof Banaszyk – Montehue (odc. 7-8, 23, 26)
- Martyna Peszko – pielęgniarka Metza
- Jakub Wieczorek – Guggenheim
- Artur Pontek – 
  - Santiago,
  - Teeg (odc. 42)
- Zbigniew Konopka – 
  - Garnitur Organizacji (odc. 6),
  - Strażnik Thora (odc. 7–8),
  - Metz (odc. 9, 11, 17, 19-21, 24, 26, 28, 34, 37-38, 43, 47, 49-52)
- Grzegorz Drojewski – 
  - Peter (odc. 18, 28),
  - Harrison (odc. 33, 36, 38-40, 43, 45, 47, 49-52)
- Lesław Żurek – Tersley (odc. 7-8, 23)
- Karol Wróblewski – Wilder (odc. 27-32, 35, 42, 45, 48)
- Klementyna Umer –
  - Medea (odc. 11),
  - Scarlet Bryne (odc. 13),
  - głos holotomu (odc. 27-52)
- Mieczysław Morański –
  - Stak (odc. 27-32, 35-36),
  - Mistrz Storm (odc. 43)
- Andrzej Dębski
- Adam Bauman –
  - Eathon Lambert (odc. 27-28, 31-32, 34, 38, 41, 48-50),
  - Focauld (odc. 37-40, 50-51)
- Filip Dominik – Den (odc. 33, 36-52)
- Tomasz Marzecki –
  - Obłudnik (odc. 44, 49-52),
  - Montehue (odc. 44-45, 49-52)
- Krystyna Kozanecka – 
  - Lane,
  - Lin Storm (odc. 43),
  - Sandra Lambert (odc. 48, 50, 52)
- Miłogost Reczek – Murdock (odc. 37-40, 49)
- Joanna Pach –
  - Cathy Lambert (odc. 13),
  - Lane (odc. 18),
  - Hipolita (odc. 19),
  - Teien Casterwill (odc. 37-41, 49-52),
  - Scarlet Bryne (odc. 48, 50-52)
- Maciej Więckowski – Lucas Casterwill (odc. 31-32, 39-40, 51-52)
- Janusz Wituch
- Anna Apostolakis – Nimue (odc. 29-30, 39-40)
- Robert Jarociński –
  - Rassimov (odc. 6, 9-10, 13-15, 18-25, 32-33, 35, 38-39, 44, 46-47, 49-50),
  - Dellix

W pozostałych rolach:
- Jacek Czyż – Profesor
- Paweł Ciołkosz – 
  - Eathon Lambert (odc. 11-12, 20-21)
  - Azaram (odc. 13)
- Jacek Bończyk – Klaus (odc. 13-17)
- Agnieszka Kudelska
- Tomasz Jarosz – Stary czarownik (odc. 20)
- Ziemowit Pędziwiatr
- Dorota Furtak – Shauna (odc. 24, 32, 38, 44-46, 49-51)
- Stefan Knothe –
  - Hoffman (odc. 27-28, 30-32, 35, 42, 45),
  - Lord Casterwill (odc. 48, 50)
- Jerzy Dominik – Grier (odc. 46)
- Wojciech Machnicki –
  - Klaus (odc. 32, 43),
  - Tantras (odc. 33, 35-36, 38-40, 43, 47),
  - Galen (odc. 42)
- Krzysztof Szczerbiński –
  - Klemens (odc. 34),
  - Santiago (jedna kwestia w odc. 34, odc. 37, 49)
- Andrzej Chudy – Kiel (odc. 35, 37-38, 40)
- Kajetan Lewandowski – Tersley (odc. 44-45, 51-52)
- Julia Kołakowska-Bytner – Cathy Lambert (odc. 48)
- Bartosz Martyna –
  - Dirk,
  - różne role
- Piotr Tołoczko

i inni
Piosenkę śpiewał: Krzysztof Pietrzak
Lektor:
- Artur Kalicki (odc. 1-26),
- Jerzy Dominik (odc. 27-52)

## Odcinki
| Premiera odcinka | N/o | Polski tytuł                   | Angielski tytuł                |
| ---------------- | --- | ------------------------------ | ------------------------------ |
|                  |     |                                |                                |
| SERIA PIERWSZA   |     |                                |                                |
|                  |     |                                |                                |
| 02.11.2009       | 01  | Narodziny łowcy                | A Seeker Is Born               |
|                  |     |                                |                                |
| 03.11.2009       | 02  | Klientka Casterwill            | The Casterwill Client          |
|                  |     |                                |                                |
| 04.11.2009       | 03  | Słowa prawdy, serce kłamstw    | Words of Truth, Heart of Lies  |
|                  |     |                                |                                |
| 05.11.2009       | 04  | W rzece tajemnic               | Into the River of Secrets      |
|                  |     |                                |                                |
| 06.11.2009       | 05  | Przejście przez katakumby      | Crawling the Catacombs         |
|                  |     |                                |                                |
| 07.11.2009       | 06  | Rozdzielmy się i wygrajmy      | Divide and Conquer             |
|                  |     |                                |                                |
| 08.11.2009       | 07  | Dziedzictwo Thora              | The Legacy of Thor             |
|                  |     |                                |                                |
| 09.11.2009       | 08  | Dwie siły połączone w jedną    | Two Powers Become One          |
|                  |     |                                |                                |
| 10.11.2009       | 09  | Nieobecni bohaterowie          | Absent Heroes                  |
|                  |     |                                |                                |
| 11.11.2009       | 10  | Skarby argonautów              | The Treasures of the Argonauts |
|                  |     |                                |                                |
| 12.11.2009       | 11  | Piękna pułapka                 | The Beautiful Trap             |
|                  |     |                                |                                |
| 13.11.2009       | 12  | Daleko pada jabłko od jabłoni  | Like Father, Unlike Son        |
|                  |     |                                |                                |
| 14.11.2009       | 13  | W domu                         | Home Turf                      |
|                  |     |                                |                                |
| 15.11.2009       | 14  | Praca bez płacy                | All Work and No Pay            |
|                  |     |                                |                                |
| 16.11.2009       | 15  | Podstęp z berłem               | The Sceptre Deception          |
|                  |     |                                |                                |
| 15.11.2009       | 16  | Łowca z księgarni              | The Bookshop Hunter            |
|                  |     |                                |                                |
| 16.11.2009       | 17  | Wampir traci kły               | The Vampire Loses it Fangs     |
|                  |     |                                |                                |
| 17.11.2009       | 18  | Wspomnienia                    | Memory Lane                    |
|                  |     |                                |                                |
| 18.11.2009       | 19  | Decyzje pań                    | Ladies’ Choice                 |
|                  |     |                                |                                |
| 19.11.2009       | 20  | Niewidzialny przewodnik        | The Unseen Guide               |
|                  |     |                                |                                |
| 20.11.2009       | 21  | Egzamin dojrzałości            | Coming of Age                  |
|                  |     |                                |                                |
| 21.11.2009       | 22  | Złota kobra                    | The Golden Asp                 |
|                  |     |                                |                                |
| 25.11.2009       | 23  | Być razem                      | To Be Together                 |
|                  |     |                                |                                |
| 26.11.2009       | 24  | Sekrety dwóch generacji        | The Secret of Two Generations  |
|                  |     |                                |                                |
| 27.11.2009       | 25  | Boska komedia                  | The Divine Comedy              |
|                  |     |                                |                                |
| 28.11.2009       | 26  | Misja                          | The Mission                    |
|                  |     |                                |                                |
| SERIA DRUGA      |     |                                |                                |
|                  |     |                                |                                |
| 01.10.2011       | 27  | Wrota do Huntika               | Doorway to Huntik              |
|                  |     |                                |                                |
| 01.10.2011       | 28  | Wieża Nostradamusa             | The Tower of Nostradamus       |
|                  |     |                                |                                |
| 02.10.2011       | 29  | Grota Casterwillów             | Cave of the Casterwills        |
|                  |     |                                |                                |
| 02.10.2011       | 30  | Rycerz Ostrza Woli             | Knight of the Willblade        |
|                  |     |                                |                                |
| 03.10.2011       | 31  | Ścigając próżnego              | Chasing Void                   |
|                  |     |                                |                                |
| 04.10.2011       | 32  | Spirala Krwi                   | The Blood Spiral               |
|                  |     |                                |                                |
| 05.10.2011       | 33  | Den kontra Harrison            | Den vs Harrison                |
|                  |     |                                |                                |
| 06.10.2011       | 34  | Legendarny tytan przeznaczenia | The Legendary Titan of Fate    |
|                  |     |                                |                                |
| 07.10.2011       | 35  | Misja Zhalii                   | Zhalia's Mission               |
|                  |     |                                |                                |
| 08.10.2011       | 36  | Dzisiaj chłopcy, jutro łowcy   | Boys Will Be Seekers           |
|                  |     |                                |                                |
| 08.10.2011       | 37  | Łącznik Casterwillów           | The Casterwill Connection      |
|                  |     |                                |                                |
| 09.10.2011       | 38  | Tytan ze świątyni słońca       | The Titan in the Temple of Sun |
|                  |     |                                |                                |
| 09.10.2011       | 39  | Egzamin Sophie                 | Sophie on Trial                |
|                  |     |                                |                                |
| 24.12.2011       | 40  | Spiralna wojna                 | The Spiral War                 |
|                  |     |                                |                                |
| 24.12.2011       | 41  | Plaga Gremlowa                 | Gremlow Infestation!           |
|                  |     |                                |                                |
| 24.12.2011       | 42  | Potęga Ambry                   | The Power of Umbra             |
|                  |     |                                |                                |
| 24.12.2011       | 43  | Przywództwo Loka               | Lok’s Leadership               |
|                  |     |                                |                                |
| 24.12.2011       | 44  | Magiczna wyspa umarłych        | The Dead Magic Island          |
|                  |     |                                |                                |
| 24.12.2011       | 45  | Popioły Feniksa                | The Phoenix’s Ashes            |
|                  |     |                                |                                |
| 24.12.2011       | 46  | Sprzymierzeniec z Organizacji  | An Ally from the Organization  |
|                  |     |                                |                                |
| 25.12.2011       | 47  | Sekret Rassimova               | Rassimov’s Secret              |
|                  |     |                                |                                |
| 26.12.2011       | 48  | Powrót do domu                 | Back Home                      |
|                  |     |                                |                                |
| 26.12.2011       | 49  | Słowa Eathona                  | Words from Eathon              |
|                  |     |                                |                                |
| 27.12.2011       | 50  | Spiralny znak                  | The Spiral Mark                |
|                  |     |                                |                                |
| 27.12.2011       | 51  | Lok i Obłudnik                 | Lok and the Betrayer           |
|                  |     |                                |                                |
| 28.12.2011       | 52  | Powrót Dantego                 | Dante’s return                 |
|                  |     |                                |                                |